# トゥゲザー・アゲイン
「トゥゲザー・アゲイン」(Together Again)は、ジャネット・ジャクソンの楽曲。

## 概要
6枚目のスタジオ・アルバム『ザ・ヴェルヴェット・ロープ』から2枚目のシングルである。
AIDSで亡くなった友人に捧げられた曲であり、シングルの売り上げがアムファー（エイズ研究財団）に寄付された。
アメリカの総合チャートBillboard Hot 100では2週連続1位、46週もの長い間に渡ってチャートインし続けた。
2種類のミュージック・ビデオが作られた（オリジナル・ヴァージョンとDeeper Remix）。
Spotifyでは2024年現在、ジャネットの曲の中で最も再生された一曲である。

## 収録曲
マキシ・シングル
1. トゥゲザー・アゲイン (ラジオ・エディット)
2. トゥゲザー・アゲイン (トニー・ハンフリーズ・クラブ・ミックス)
3. トゥゲザー・アゲイン (DJプレミア 100 in a 50リミックス)
4. トゥゲザー・アゲイン (ジミー・ジャム・ディープ・リミックス)
5. トゥゲザー・アゲイン (トニー・モラン 7”エディット)
6. トゥゲザー・アゲイン (ジミー・ジャム・ディーパー・ラジオ・エディット)